# Fisker Automotive

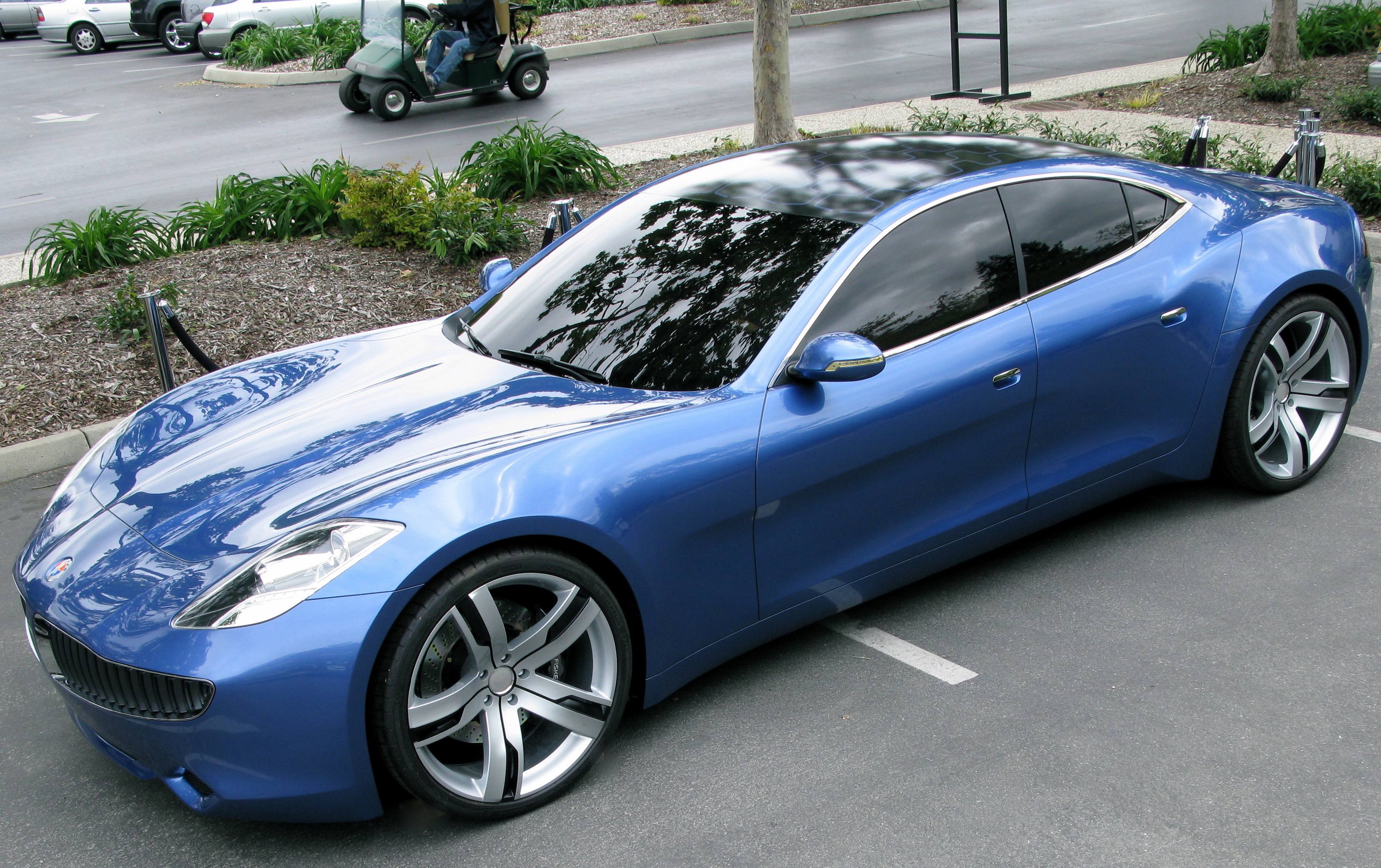
Fisker Karma

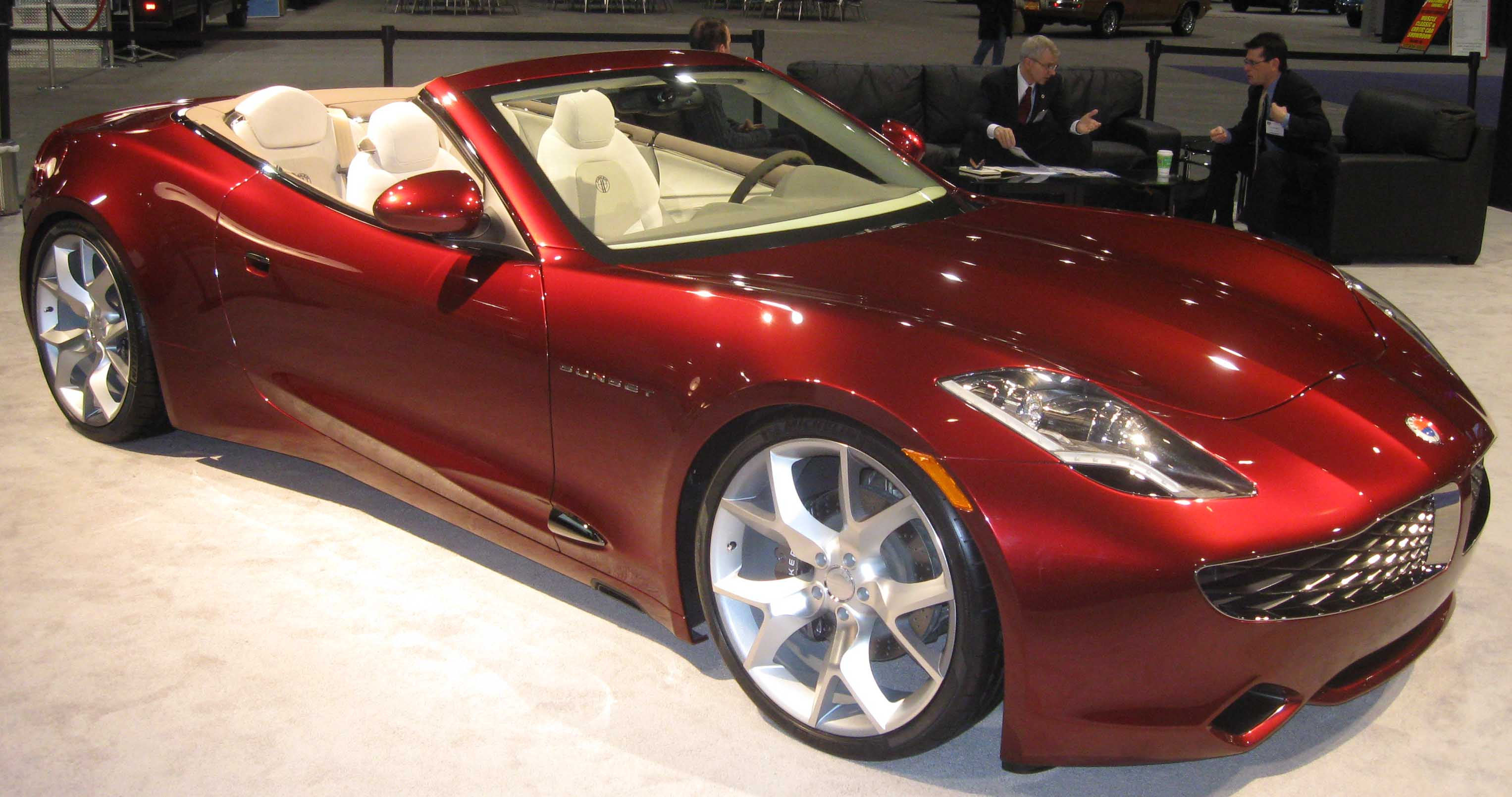
Fisker Sunset concept

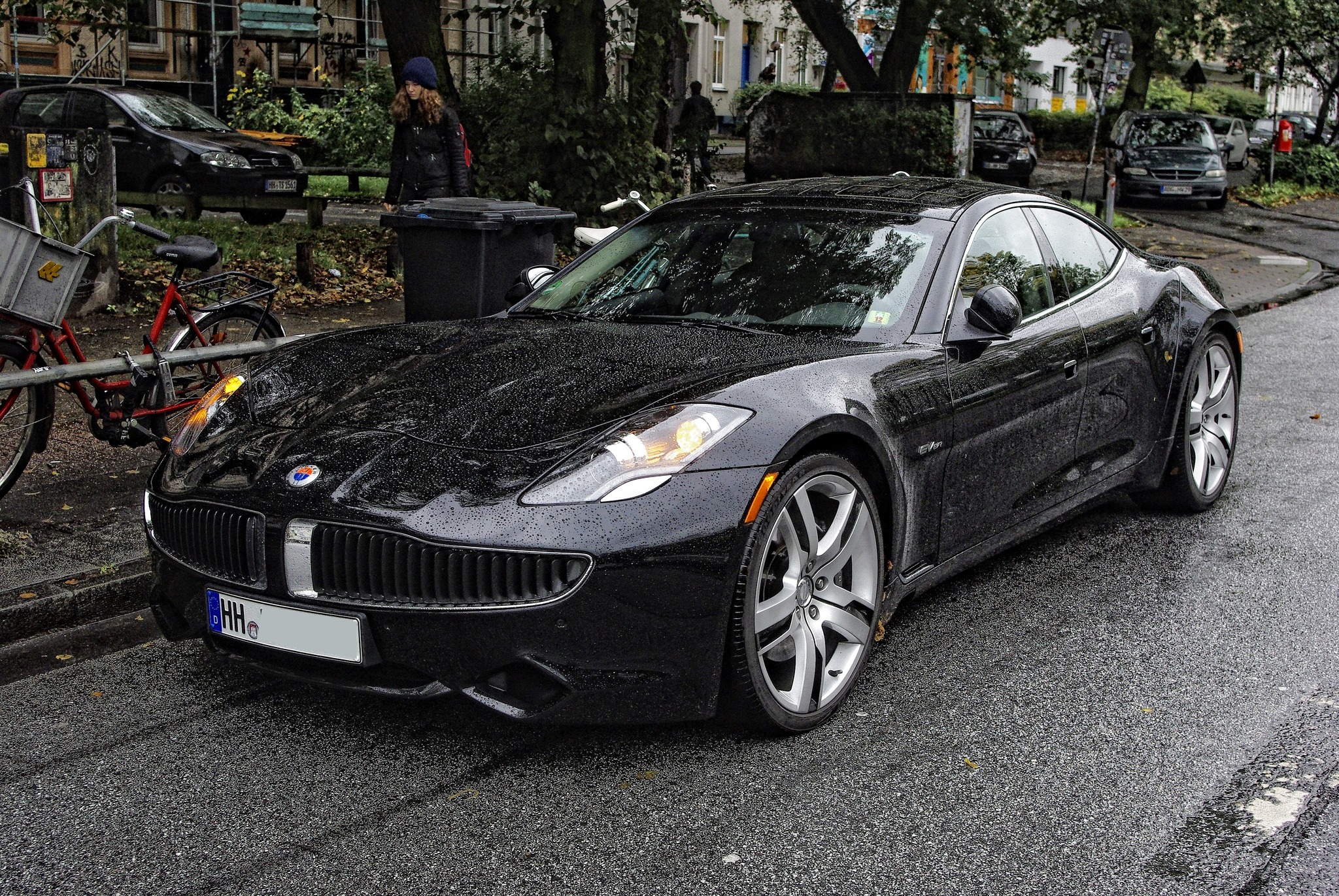
Fisker Karma S

Fisker Automotive är en före detta amerikansk biltillverkare, bland de första som började producera laddhybrider, med bas i Irvine, Kalifornien.

## Historia
Företagets grund var Fisker Coachbuild grundat 2005, av den danska bildesignern Henrik Fisker och Bernhard Koehler. 2007 startades Fisker Automotive.   
Företagets första och sista produkt var den elektriska hybrid-lyxsportbilen Fisker Karma som visades upp på North American International Auto Show 2008.
I november 2008 ingick företaget ett avtal med den finländska biltillverkaren Valmet Automotive om produktion av Karma-modellen. Ungefär 15 000 bilar om året skulle sättas ihop i Nystad, Finland.. 
Produktionen planerades ursprungligen att komma igång under 2009, men flyttades fram till mars 2011, för leverans till köpare. Endast knappa 2000 bilar hann byggas hos Valmet innan produktionen stannade av under hösten 2012.
Företaget genomgick rekonstruktion under 2013 och tillgångarna övertogs våren 2014 av det kinesiska företaget Wanxiang som har (åter)lanserat Karmamodellen under namnet "Revero" (https://www.karmaautomotive.com/)

## Modeller
Under 2011 presenterades konceptbilen Fisker Surf och under 2012 Fisker Atlantic. 
Företagets bilar konkurrerar med liknande modeler som Porsche Panamera hybrid, BMW 7-serie ActiveHybird och Maserati Quattroporte.  
Under mars 2012 hade företaget byggt ca 2000 bilar och levererat ca 500 till kunder.